# Вентрикуларна тахикардија
Вентрикуларна тахикардија (ВТ) је једна од срчаних аритмија која се односи на било који ритам бржи од 100 (или 120) откуцаја/мин, са три или више неправилних откуцаја у низу, који настају дистално од Хисовог снопа. Ритам може настати из радног миокарда срчаних коморе, дисталног проводног система или оба.

## Епидемиологија
Преваленца вентрикуларних тахикардија износи:
- око 16% код мушкараца, са артеријском коронарном болести,
- 15% код жена са артеријском коронарном болести,
- 8-9% код хипертензије, валвуларне болести срца и кардиомиопатије,
- око 2-3% код некардиоваскуларних обољења.[3]

Морталитет
Вентрикуларна тахикардија (ВТ) или вентрикуларна фибрилација (ВФ) одговорне су за већину изненадних срчаних смртних случајева у Сједињеним Америчким Државама,јер по процени износи приближно 300.000 смртних случајева годишње.

## Облици

### Према трајању
Вентрикуларна тахикардија према трајању епизода могу бити:
'Краткотрајне вентрикуларне тахикардије — карактерише се са три или више откуцаја из коморе са фреквенцијом већом од 100 у минути, трајањем < 30 sec  и спонтаним престанком.
Дуготрајне вентрикуларне тахикардије —  карактерише је трајање дуже од 30 секунди, без обзира да ли је прекинута нек  

### По конфигурацији
По конфигурацији QRS комплекса вентрикуларна тахикардија може бити:
Мономорфне вентрикуларне тахикардије — када су вентрикуларни комплекси исте морфологије. Исти облици откуцаја срца су због појачаног слања импулса са једног места из леве или десне коморе или због кружне струје (поновног уласка) унутар коморе. Најчешће се јавља као резултат ожиљака у срчаном мишићу након инфаркта миокарда. Најчешћи је облик ВТ и чест узрок смрти код пацијената који су преживели срчани удар, посебно ако имају слаб срчани мишић.
Полиморфне вентрикуларне тахикардије— када су QRS комплекси променљиви. Најчешће је резултат абнормалне реполаризације вентрикуларних мишићних влакана. Полиморфна вентрикуларна тахикардија, с друге стране, има варијације у морфологији. Она се може појавити као циклична прогресивна промена у срчаној оси. 

### Према симптомима
Трећи начин класификовања вентрикуларне тахикардије је на основу њених симптома: 
Вентрикуларне тахикардије без пулса — није повезан са ефикасним срчаним деловањем, дакле нема ефикасан пулс и узрок је срчаног застоја. У овој околности, најбоље се лечи на исти начин као и вентрикуларна фибрилација (ВФ) и препознаје се као један од шокирајућих ритмова у протоколу срчаног застоја. Неки ВТ су повезани са разумним минутним минутним волуменом и могу бити чак и асимптоматски. Срце обично слабо толерише овај ритам у средњорочном и дугорочном периоду, а пацијенти се сигурно могу погоршати до ВТ или ВФ без пулса.

## Предиспозиција
Предиспозиција абнормалности у реполаризацији најчешће се манифестује на ЕКГ-у као продужење QT интервала, који може бити стечени или урођени. Урођени узроци укључују синдром дугог QT интервала, док се стечени најчешће односе на токсичне ефекте лекова или поремећаје електролита. Познат је могући ефекат антиаритмика (соталол , амиодарон  на продужење QT интервала, али познато је да многи лекови који се често користе, попут антибиотика, антихистаминика , могу продужити QT интервал.

## Клиничка слика
Краткотрајна или нискофреквентниа ВТ може бити асимптоматска. Перзистентни ВТ је готово увек симптоматска, праћена лупањем срца, симптомима оштећене хемодинамике или узрокује изненадну смрт.

## Дијагноза
Дијагноза се заснива на ЕКГ-у Тахикардија широких QRS комплекса (QRS ≥ 0,12 сек) треба сматрати ВТ док се не докаже супротно. Дијагноза је поткрепљена налазом ЕКГ-а о дисоцираној активности P-таласа, фузији или контракцији откуцаја, уједначености КРС вектора у В одводима (хармонија или подударност) са неправилним векторима Т-таласа (супротни QRS вектори) и оси QRS-комплекса у фронталној равни у северозападном квадранту. 

## Диференцијална дијагноза
Диференцијална дијагноза укључује: суправентрикуларну тахикардију са блоковима грана или помоћним путевима. Међутим, пошто неки пацијенти изненађујуће добро толеришу ВТ, погрешно је закључити да је тахикардија широких QRS комплекса, која се добро подноси, суправентрикуларног порекла. 
Употреба одговарајућих лекова за суправентрикуларну тахикардију (нпр  верапамил, дилтиазем) може проузроковати колапс циркулације и смрт код пацијената са ВТ.

## Терапија
Терапија може бити усмерена или на прекид епизоде абнормалног срчаног ритма или на смањење ризика од друге епизоде ВТ. Лечење стабилног ВТ прилагођено је одређеној особи, с обзиром на то колико појединац добро толерише епизоде вентрикуларне тахикардије, колико често се епизоде јављају, њихове коморбидитете и њихове жеље. Појединци који пате од ВТ без пулса или нестабилне ВТ су хемодинамски угрожени и потребна им је тренутна електрична кардиоверзија да би их избацили из ритма ВТ.

### Кардиоверзија
Ако особа и даље има епизоде ВТ обично их је могуће прекинути помоћу електричне кардиоверзије. Ово би требало синхронизовати са откуцајима срца ако је таласни облик по могућности мономорфни, како би се избегла дегенерација ритма до вентрикуларне фибрилације.   Препоручује се почетна енергија од 100Ј.  Ако је таласни облик полиморфан, тада би требало применити већу енергије и несинхронизовани удар (познат и као дефибрилација).

### Дефибрилација
Особа са ВН без пулса третира се исто као и вентрикуларна фибрилација са високоенергијском (360Ј са монофазним дефибрилатором или 200Ј са двофазним дефибрилатором) несинхронизованом кардиоверзијом (дефибрилацијом).
Шок се може испоручити на спољни део грудног коша помоћу два јастучића спољног дефибрилатора или изнутра на срце помоћу уграђеног кардиовертер-дефибрилатора (ИЦД) ако је претходно већ убачен.
Такође се може поставити ИЦД који покушава да убрза темпо коморе. Ходање вентрикулом бржим од основне тахикардије понекад може бити ефикасно у прекидању ритма. Ако ово не успе након кратког испитивања, ИЦД ће обично зауставити пејсинг, напунити се и испоручити шок степена дефибрилације.

### Медикаментна терапија
За оне који су стабилни са мономорфним таласним обликом, могу се користити лекови прокаинамид или соталол који су бољи  од лидокаина.  Докази не показују да је амиодарон бољи од прокаинамида
Како је низак ниво магнезијума у крви чест узрок ВТ, магнезијум сулфат се може давати  ако се утврди или се сумња на низак ниво магнезијума у крви.
Дуготрајна антиаритмијска терапија може бити индикована како би се спречило понављање ВТ. Обично се користе бета-блокатори и одређени број антиаритмика класе три, као што су бета-блокатори карведилол, метопролол и бисопролол, и амиодарон, дронедарон, бретилијум, соталол, ибутилид и дофетилид, блокатори калијумових канала. Понекад се користе и инхибитори ангиотензин-конвертирајућег ензима (АЦЕ) и антагонисти алдостерона.
| Антиаритмик        | Препоручена орална доза mg/дна (за одрасле) | Индикације                                                     |
| ------------------ | ------------------------------------------- | -------------------------------------------------------------- |
| Amiodaron (III)    | 200-400                                     | Вентрикуларна тахикардија (VT), вентрикуларна фибрилација (VF) |
| Beta blokator (II) | променљива                                  | PVC, VT, LQTS, CPVT                                            |
| Dizopiramid (Ia)   | 250-750                                     | VT, PVC                                                        |
| Flekainid (Ic)     | 200-400                                     | PVC, VT                                                        |
| Meksiletin (Ib)    | 450-900                                     | VC, LQTS3                                                      |
| Prokainamid (Ia)   | 1000-4000                                   | VT                                                             |
| Propafenon (Ic)    | 450-900                                     | PVC, VT                                                        |
| Kvinidin (Ia)      | 600-1600                                    | VT, VF, SQTS, Brugada sindrom                                  |
| Sotalol (III)      | 160-320                                     | VT, ARVC                                                       |

### Хируршка терапија
ИЦД за уградњу је ефикаснији од терапије лековима за превенцију изненадне срчане смрти услед ВТ и ВФ, али може бити ограничен проблемима трошкова, као и истовременим морбидитетом пацијента и преференцијама пацијента.
Аблација катетером је могући третман за оне са поновљеним ВТ.  Даљинска магнетна навигација је један од ефикасних метода за спровођење поступка.
У прошлости се о аблацији често није размишљало док се нису исцрпиле фармаколошке могућности, често након што је пацијент претрпео значајан морбидитет због поновљених епизода ВТ и ИЦД шокова. Антиаритмички лекови могу смањити учесталост ИЦД терапија, али имају разочаравајућу ефикасност и нежељене ефекте. Напредак у технологији и разумевању ВТ супстрата сада омогућава аблацију вишеструких и нестабилних ВТ са прихватљивом сигурношћу и ефикасношћу, чак и код пацијената са узнапредовалом срчаном болешћу.